# Crotalaria glauca
Espèce
Synonymes
- Crotalaria amadiensis De Wild.[1]
- Crotalaria cylindroclados Baker f. & generic Martin[1]
- Crotalaria genistifolia M. Vahl ex Schum. & Thonn.[1]

Crotalaria glauca est une espèce de plantes à fleurs de la famille des Fabaceae et du genre Crotalaria présente en Afrique tropicale.

## Description
C'est une herbe annuelle ou vivace de courte durée, érigée ou étalée, peu ramifiée dans sa partie haute, atteignant 30 à 120 cm.

## Distribution
Elle est présente dans de nombreux pays d'Afrique tropicale.

## Habitat
Avec des variantes selon les sous-espèces, elle est très répandue dans les prairies, les forêts décidues, les endroits humides au milieu de zones sèches, le long des routes, en bordure des champs, à une altitude allant de 400 à 2 300 m.

## Liste des variétés
Selon Tropicos (21 juin 2020) (Attention liste brute contenant possiblement des synonymes) :
- Crotalaria glauca var. anisophylla Hiern
- Crotalaria glauca var. beniensis De Wild.
- Crotalaria glauca var. elliotii Baker f.
- Crotalaria glauca var. genistifolia (M. Vahl ex Schum. & Thonn.) Baker f.
- Crotalaria glauca var. glauca
- Crotalaria glauca var. humilis Baker f.
- Crotalaria glauca var. mildbraedii Baker f.
- Crotalaria glauca var. welwitschii Baker f.